# Harald Siljedal
Harald Erik Viktor Siljedal, född 9 september 1892 i Leksand, död 17 oktober 1963 i Åls socken, var en svensk ritare, ljuskopist, målare och grafiker.
Han var son till redaktören Erik Siljedal och Anna Maria Hessling. Siljedal bedrev konststudier i Dresden 1922–1923 och anställdes därefter som ljuskopist. Vid sidan av sitt arbete ägnade han sig åt att minutiöst kopiera gamla dalmålningar och göra dalmålningspastischer samt bröllopstavlor i gammal anda. Som grafiker arbetade han med linoleumsnitt och textiltryck. Han utgav 1924 läroboken Handbok i möbelmålning för amatörer som trycktes i ett tiotal upplagor.